# مدتومیدین
مدتومیدین (انگلیسی: Medetomidine) یک داروی ساخته‌شده‌است که هم به عنوان بی‌حس کننده جراحی و هم به عنوان مسکن استفاده می‌شود. اغلب به عنوان نمک هیدروکلراید، مدتومیدین هیدروکلراید، یک جامد سفید کریستالی استفاده می‌شود. این دارو یک آگونیست آدرنرژیک α۲ است که می‌تواند به عنوان محلول دارویی داخل وریدی با آب استریل تجویز شود.
این دارو برای سگ‌ها در ایالات متحده تأیید شده‌است. سایر آگونیست‌های آلفا-۲ مورد استفاده در دامپزشکی شامل زیلازین و دتومیدین هستند، اما استفاده از آنها در جراحی حیوانات کوچک کمتر رایج است. محصول عرضه شده به بازار مخلوطی از دو استریو ایزومر است. دکس‌مدتومیدین ایزومر با اثرات مفیدتر است و اکنون با نام Dexdomitor به بازار عرضه می‌شود.

## خوانش بیشتر
- "Domitor". Novartis Animal Health Canada. 2003. Archived from the original on 2007-09-24.
- Harari, Joseph (1996). Small Animal Surgery. Williams and Wilkins. ISBN 978-0-683-03910-8.
- Lind U, Alm Rosenblad M, Hasselberg Frank L, Falkbring S, Brive L, Laurila JM,  et al. (August 2010). "Octopamine receptors from the barnacle balanus improvisus are activated by the alpha2-adrenoceptor agonist medetomidine". Molecular Pharmacology. 78 (2): 237–48. doi:10.1124/mol.110.063594. PMID 20488921. S2CID 17792301.
- Dahlström M, Mårtensson LG, Jonsson PR, Arnebrant T, Elwing H (November 2000). "Surface active adrenoceptor compounds prevent the settlement of cyprid larvae of Balanus improvisus". Biofouling. 16 (2–4): 191–203. doi:10.1080/08927010009378444. S2CID 85603381.